# ヤロポルク・アンドレエヴィチ
ヤロポルク・アンドレエヴィチ（ロシア語: Ярополк Андреевич、生没年不明）は、キエフ大公ウラジーミル・モノマフの孫、ヴォルィーニ公アンドレイ・ドブルィーの子にあたる人物である。
1157年、トゥーロフ公ユーリーに対するキエフ大公イジャスラフの遠征軍に参加し、トゥーロフを攻めた。攻囲軍は10週間の間トゥーロフを囲んだが、軍馬の病死・欠乏によって撤退を余儀なくされた。1159年もしくは1160年の冬には、ヴォルィーニ公ムスチスラフに加勢して再びユーリーの守るトゥーロフを攻めたが、またも陥すことができず撤退した。